# Aksamitnikowate
Aksamitnikowate (Clubionidae) – rodzina pająków z grupy Araneomorphae, należąca do kladu Entelegynae, liczy 15 rodzajów obejmujących 639 gatunków, występujących niemal na całym świecie; w Polsce stwierdzono obecność 27 gatunków.

## Systematyka
Rodzina została opisana przez Władimira Wagnera w artykule pt. Copulationsorgane des Männchens als Criterium für die Systematik der Spinnen, który ukazał się w 22. numerze „Horae Societatis Entomologicae Rossicae” w 1887 roku. Przyjmuje się także opis Eugène’a Simona z 1895 roku. Rodzina słabo zdefiniowana, przez długi czas zaliczano do niej różne pająki z dwoma pazurkami oraz o niezmodyfikowanym układzie oczu. Ostatecznie kilkadziesiąt rodzajów wcześniej zaliczanych do aksamitnikowatych zostało przeniesionych do innych rodzin, m.in. do Corinnidae. Blisko spokrewniona np. z rodzinami obniżowatych i Corinnidae. Obecna w zapisie kopalnym – np. w dominikańskim bursztynie natrafiono na wymarły gatunek Elaver nutua.
Jason A. Dunlop i David Penney na łamach czasopisma „Zootaxa” podawali liczebność aksamitnikowatych na 601 gatunków, ujętych w 26 rodzajach (stan na 2011 rok) i zaliczali tę rodzinę do kladu Dionycha. Natomiast według World Spider Catalog rodzina obejmuje 639 gatunków ujętych w 15 rodzajach (z czego 495 gatunków należy do największego rodzaju Clubiona):
- Arabellata(inne języki) Baert, Versteirt & Jocqué, 2010[10]
- Carteronius(inne języki) Simon, 1897[10]
- Clubiona(inne języki) Latreille, 1804[10] – rodzaj typowy[2]
- Clubionina(inne języki) Berland, 1947[10]
- Elaver(inne języki) O. Pickard-Cambridge, 1898[10]
- Invexillata(inne języki) Versteirt, Baert & Jocqué, 2010[10]
- Malamatidia(inne języki) Deeleman-Reinhold, 2001[10]
- Matidia(inne języki)Thorell, 1878[10]
- Nusatidia(inne języki) Deeleman-Reinhold, 2001[10]
- Porrhoclubiona(inne języki) Lohmander, 1944[10]
- Pristidia(inne języki) Deeleman-Reinhold, 2001[10]
- Pteroneta(inne języki) Deeleman-Reinhold, 2001[10]
- Scopalio(inne języki) Deeleman-Reinhold, 2001[10]
- Simalio(inne języki) Simon, 1897[10]
- Tixcocoba(inne języki) Gertsch, 1977[10]

Christa L. Deeleman-Reinhold proponowała ponadto wydzielenie podrodzin: Clubioninae, Eutichurinae i Systariinae dla gatunków z południowo-wschodniej Azji.

## Rozmieszczenie geograficzne
Aksamitnikowate występują niemal na całym świecie, zasięg rodzaju Clubiona nie obejmuje części Ameryki Południowej.

## Morfologia
Długość ciała od 5 do 12 mm. Ciało żółtobrązowe bądź ciemne, pokrywa je gęste, aksamitne owłosienie. Ośmioro okrągłych oczu w dwóch równoległych rzędach, dolny rząd prosty lub lekko zakrzywiony. Szczękoczułki masywne, nieraz sterczące do przodu. Nogogłaszczki samców z apofyzą retrolateralną, zawsze bez apofyzy medialnej, tegulum okrągłe lub wydłużone, z konduktorem lub bez. Labium dłuższe niż szersze. Stopy z dwoma pazurkami, z masywnymi skopulami. Kądziołki przędne o zbliżonej budowie u obu płci, cylindryczne bądź stożkowate, brak cribellum. 

## Zachowanie
Aktywni nocni łowcy, nie owijają ofiar przędzą. U przedstawiciela rodzaju Clubiona zaobserwowano pożywianie się nektarem kukuczki kapturkowatej. Tworzą workowate oprzędy, umieszczane zazwyczaj na liściach, bądź pod kamieniami czy korą, w których spędzają dzień, linieją, a także umieszczają w nich jaja, których strzegą; jaja mogą być także deponowane w kokonach.

## Galeria

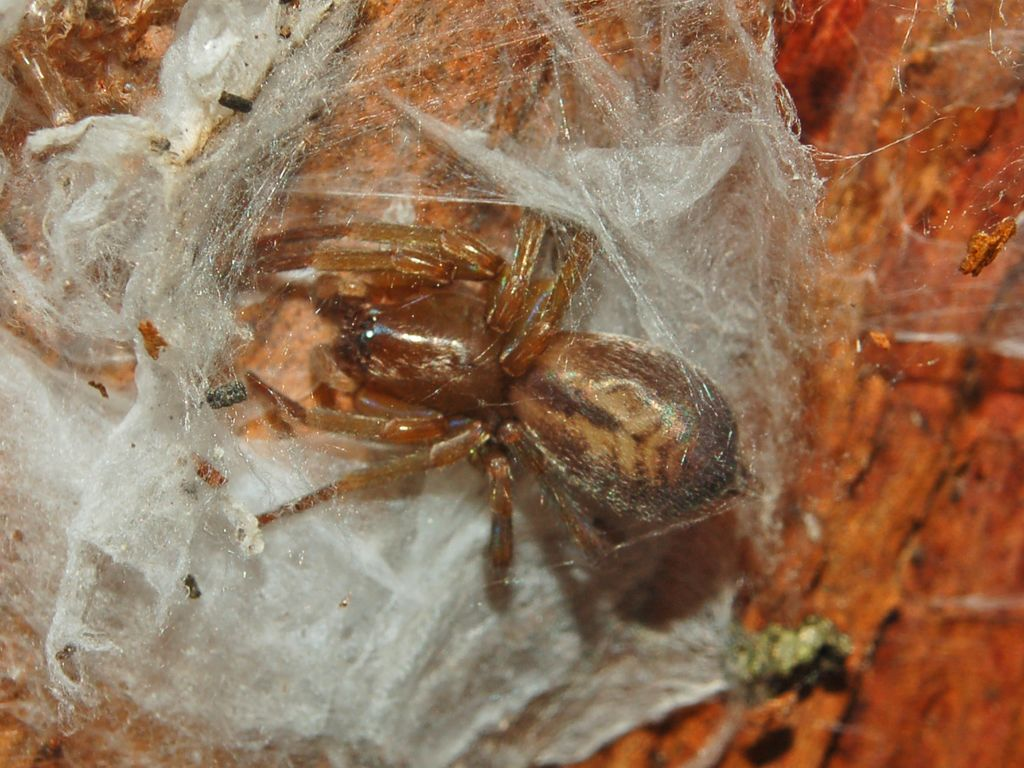
Clubiona corticalis w oprzędzie, Włochy
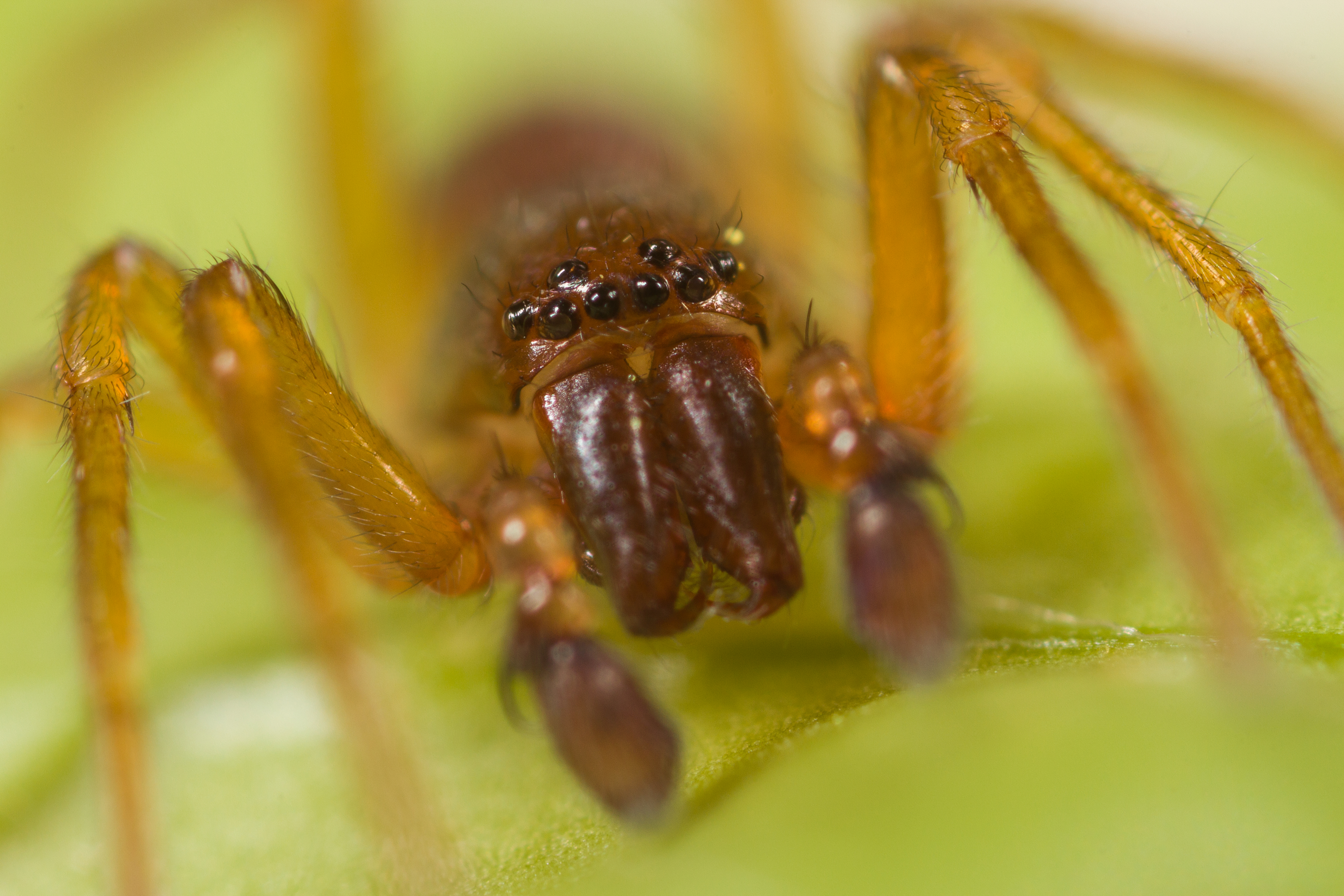
Clubiona sp., samiec od frontu
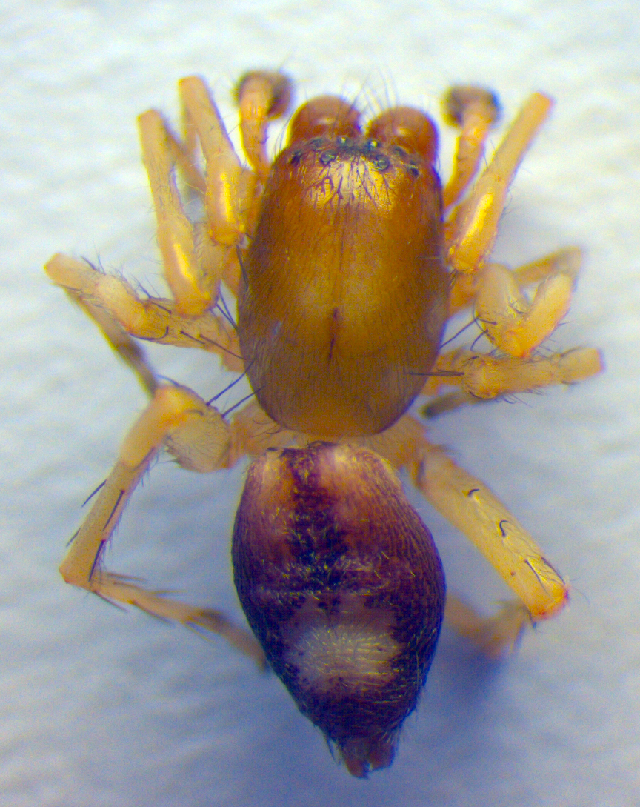
Porrhoclubiona leucaspis
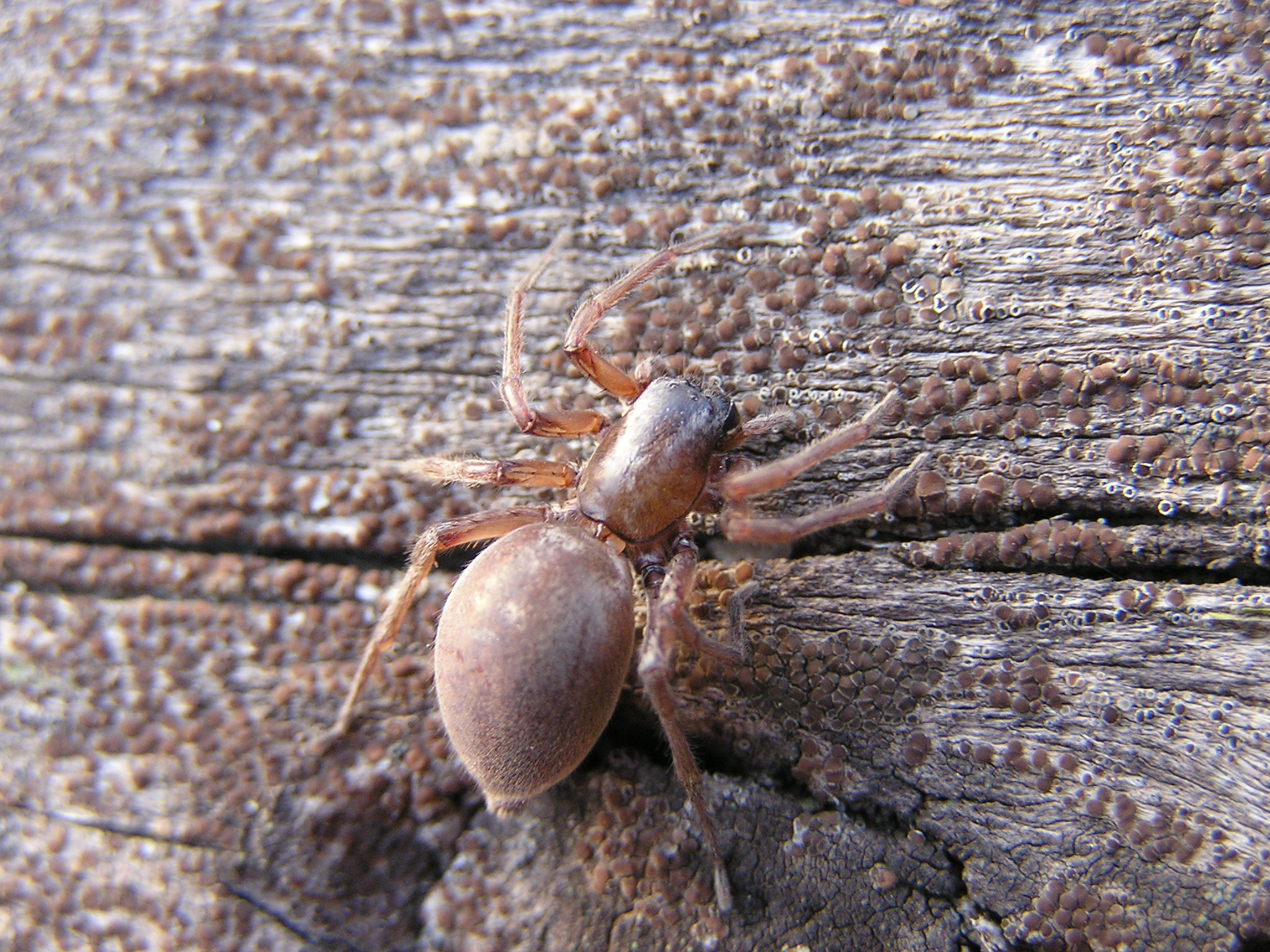
Clubiona trivialis, Ukraina
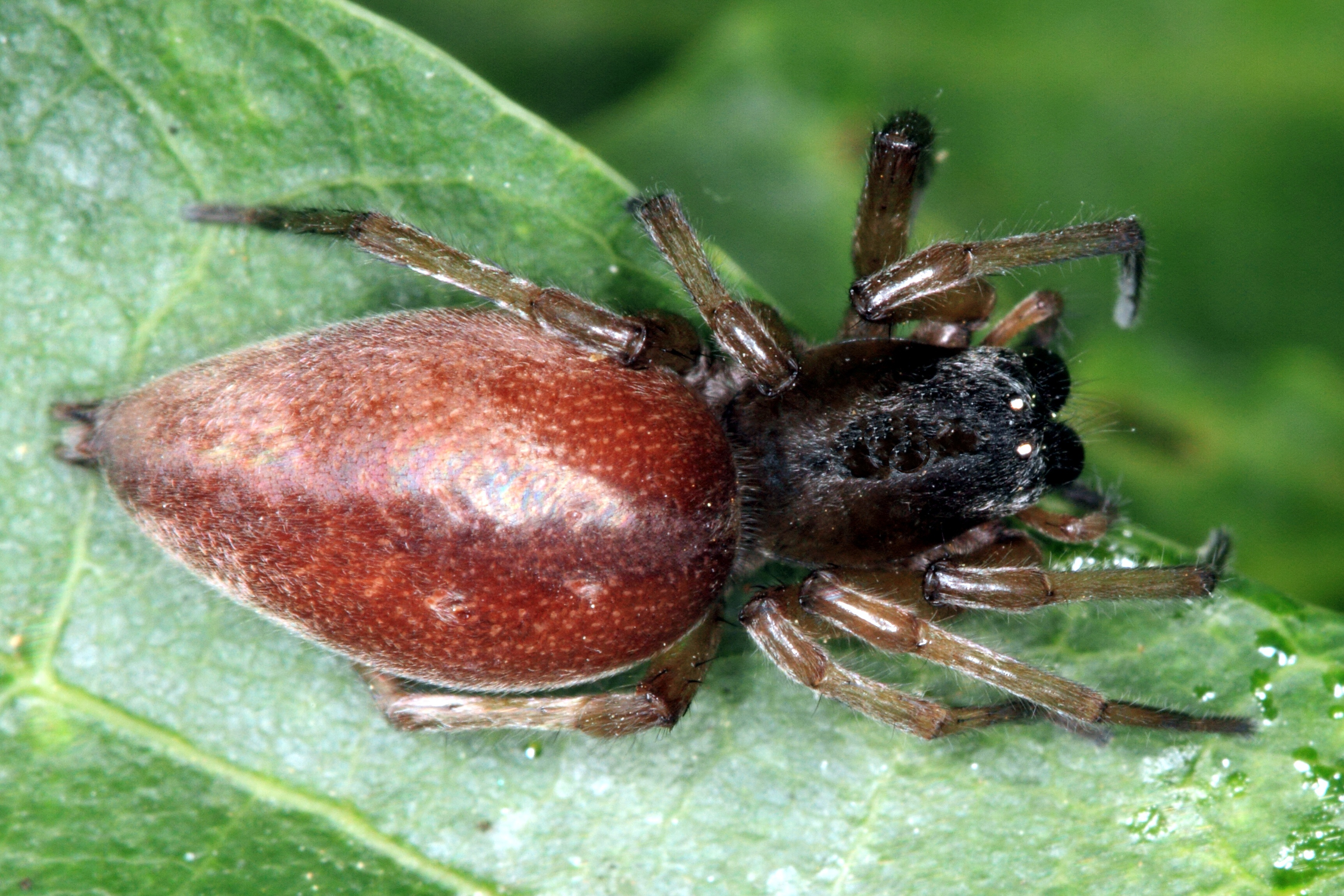
Clubiona sp., Niemcy
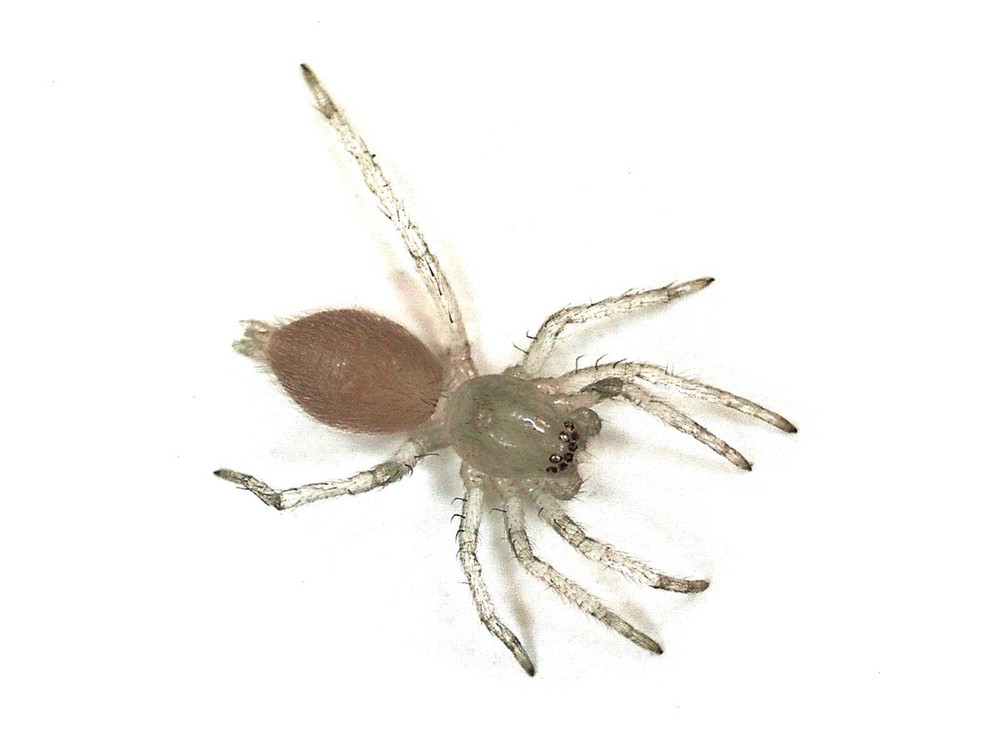
Clubiona sp., Holandia
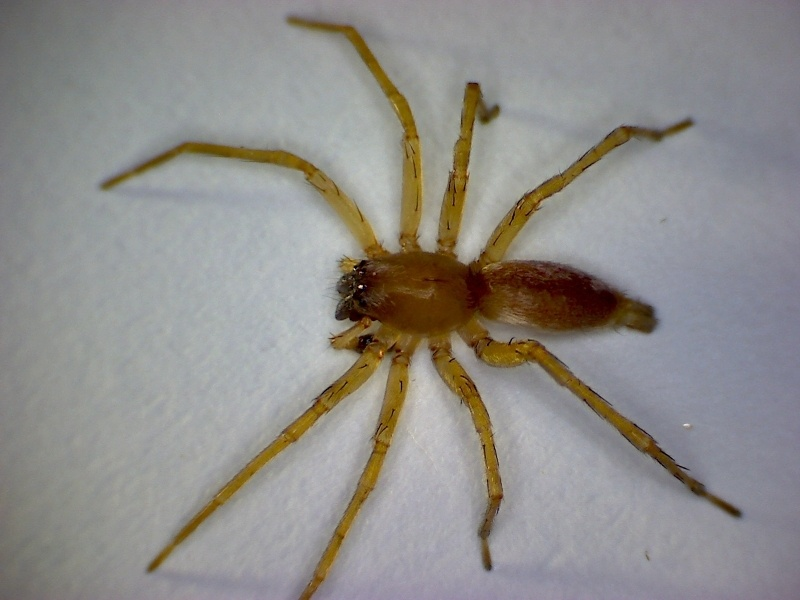
Clubiona terrestris, samiec, Holandia
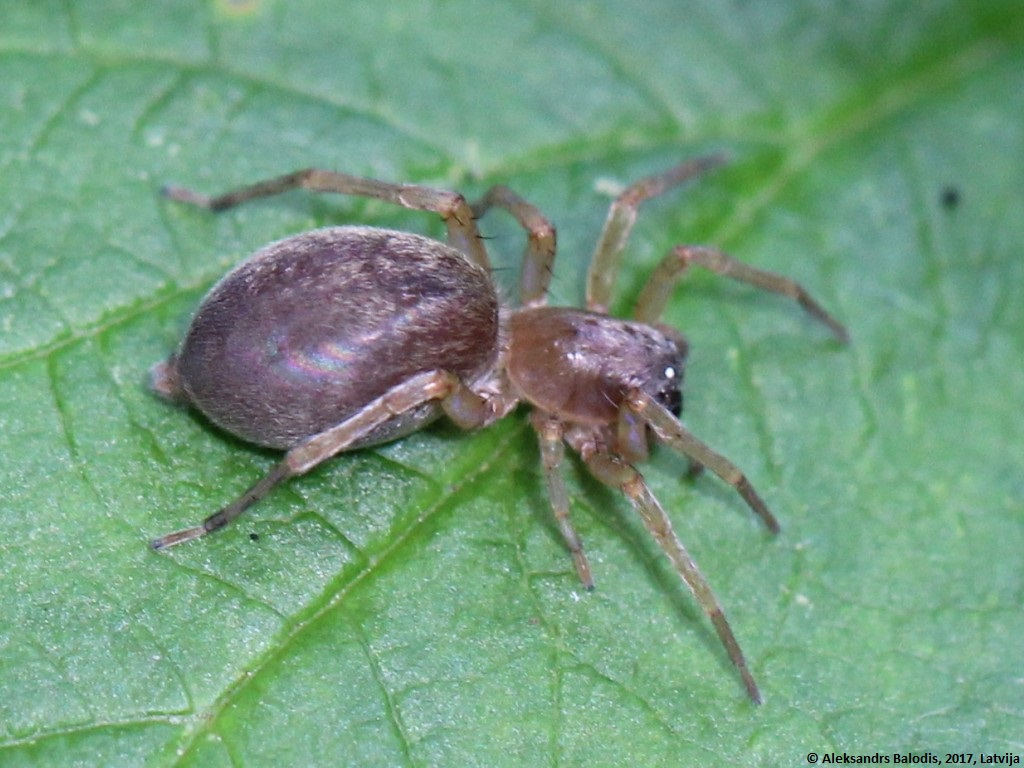
Clubiona stagnatilis, Łotwa
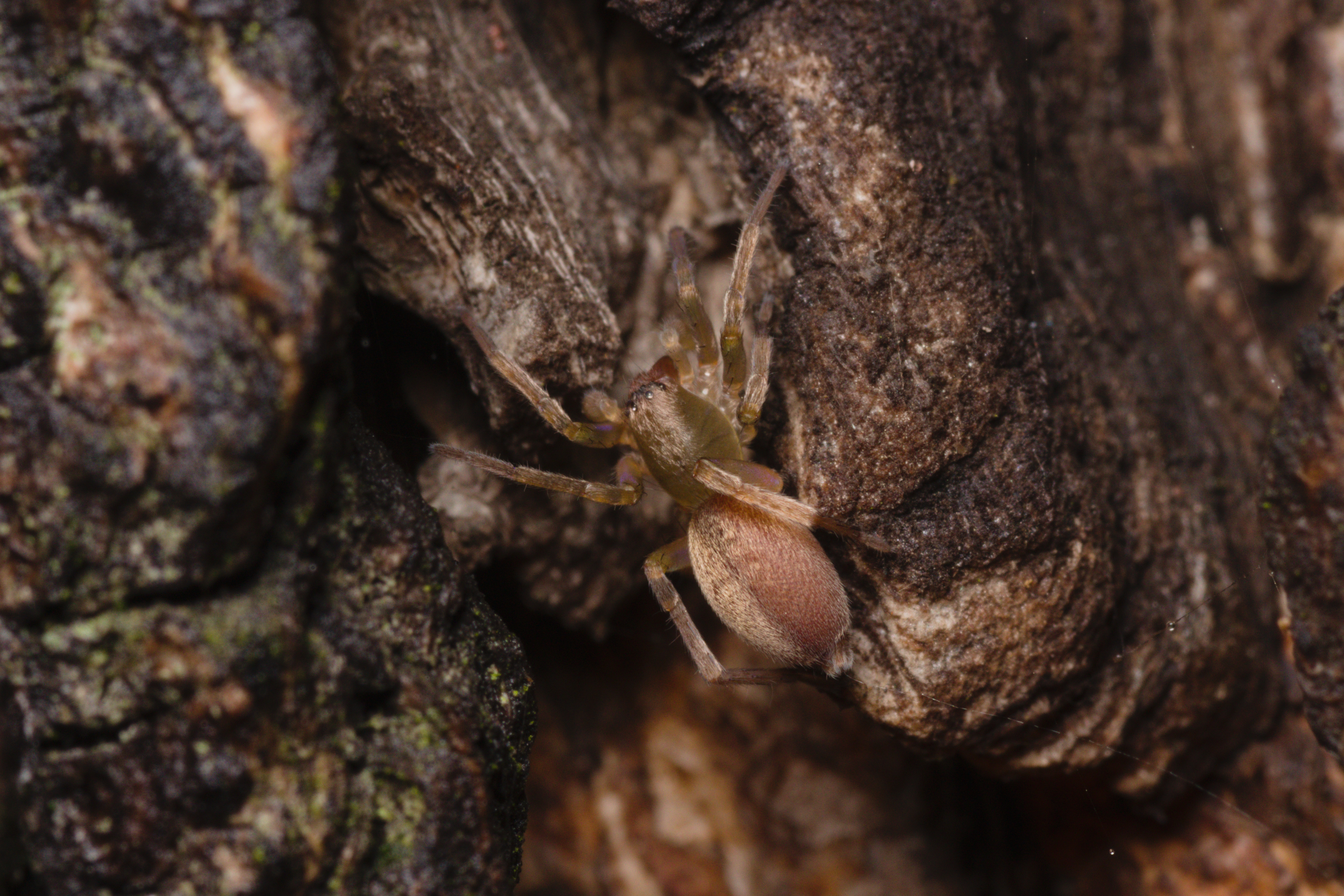
Clubiona sp., samiec, Polska
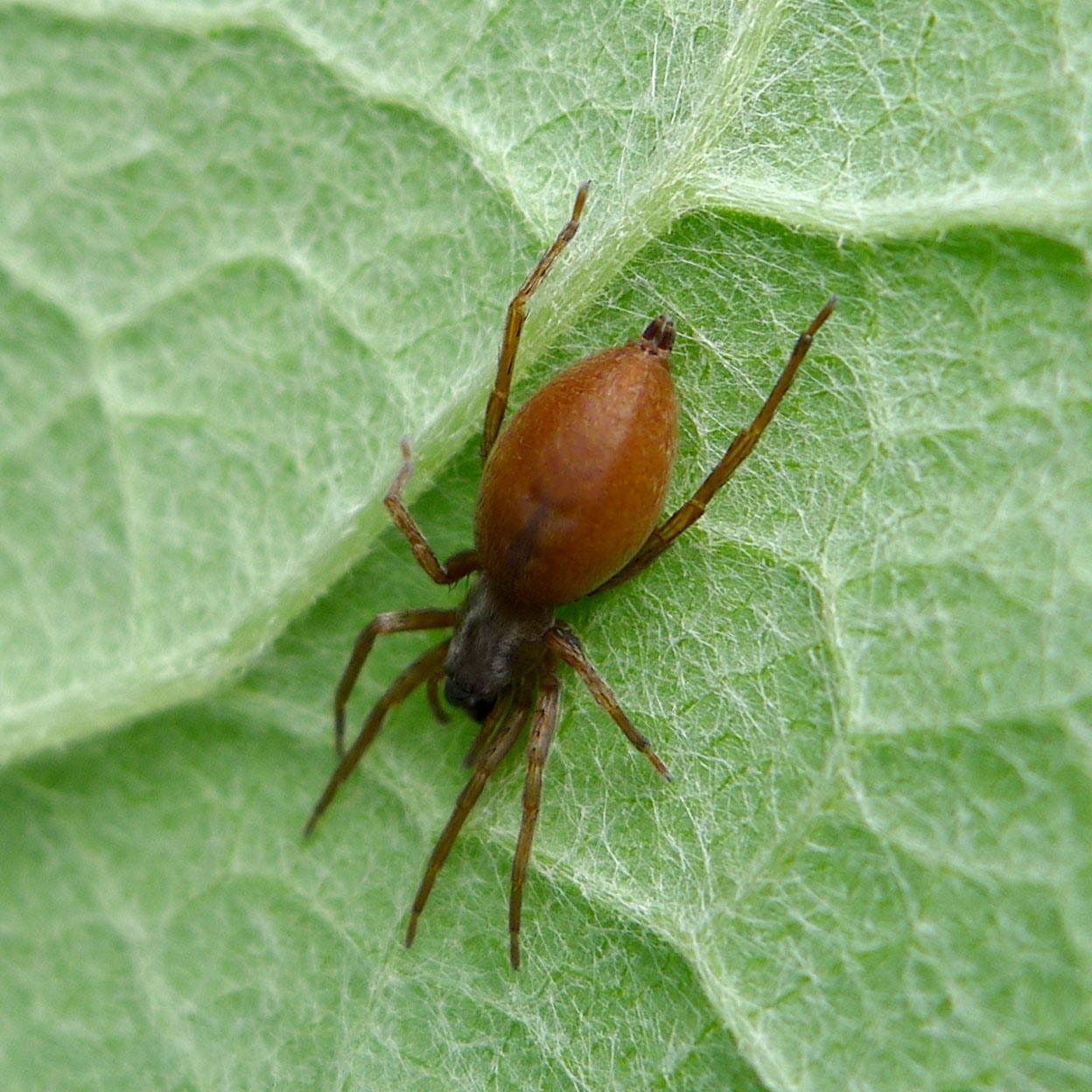
Clubiona sp., Wielka Brytania
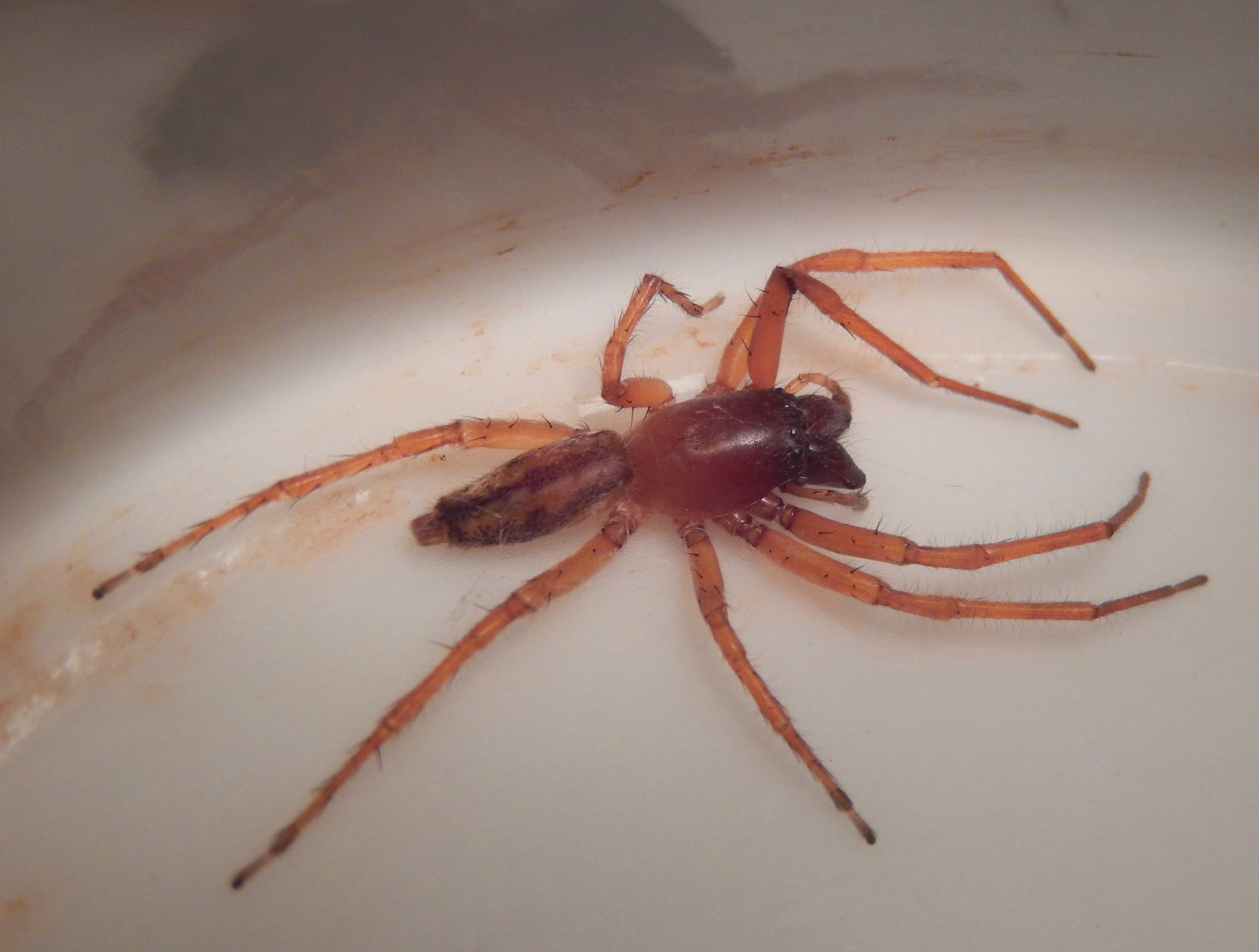
Clubiona sp., Australia
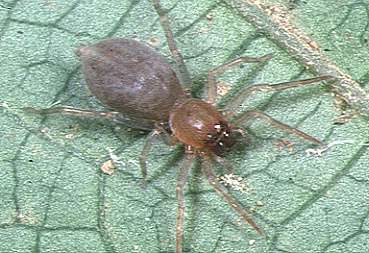
Clubiona tanikawai, samica, Japonia
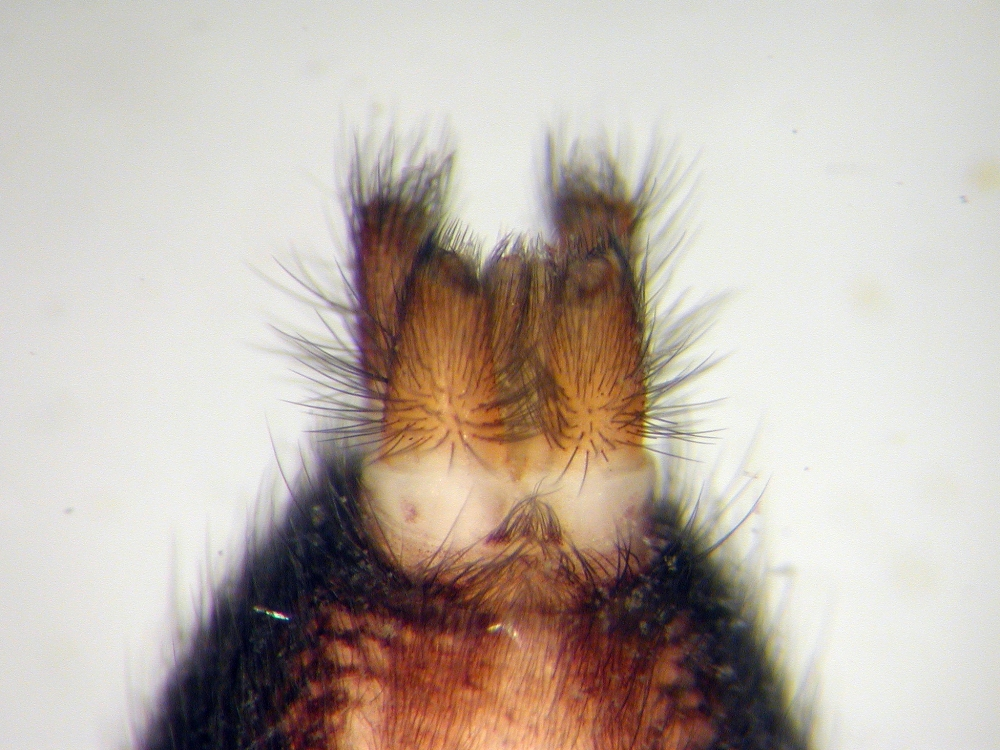
Kądziołki przędne u Clubiona sp.